# الملكة الهندية (مسرحية)
الملكة الهندية هي مسرحية للسير روبرت هوارد، كتبها بالتعاون مع جون درايدن، زوج أخته. عرضت لأول مرة في عام 1664 بمصاحبة موسيقى عرضية لجون بانيستر الأكبر (1630-1679). في عام 1695، عُدّلت المسرحية بموسيقى إضافية لإنشاء شبه أوبرا جديدة تحمل الاسم نفسه للمؤلف هنري بورسيل.

## الأبطال
تدور قصة المسرحية في بيرو والمكسيك قبل الغزو الإسباني مباشرة. من الصعب متابعة القصة بسبب فجوة المعلومات التي مُلئت في المشاهد الأخيرة فقط.
يمكن تقسيم أبطال المسرحية إلى مجموعتين من دولتين وعائلاتهما المالكة:
- البيروفيون: الملك ينكا وابنته أورازيا
- المكسيكيون المنقسمون في نزاع عائلي بين الملكة زيمبوالا الحاكمة، وجنرالها تراكسالا، وابنها أكاسيس. بمساعدة تراخايا، استولى زيمبوايا على العرش المكسيكي. لم يكن أكاسيس، عم الملك المخلوع، سعيدًا على الإطلاق باحتمالية أن يصبح الملك المكسيكي القادم، فهو لا يزال مرعوبًا من أفعال والدته.

تشمل الشخصيات الثانوية إزميرون، وهو نبي مكسيكي ومشعوذ، وشخصية إله الأحلام الذي تمكن إزميرون من استحضاره بناءً على طلب زيمبوايا.

## ملخص
تبدأ المسرحية لدى ينكا. حيث يكرم الملك العجوز جنراله الشاب مونتيزوما الذي هزم للتو المكسيكيين وقبض على أميرهم أكاسيس. يمنح ينكا مونتيزوما سلطة شخصية على المملكة المهزومة وعلى أكاسيس. يثبت مونتيزوما كرمه الشخصي بإطلاق سراح أكاسيس، ويرفض الثروات التي يقدمها له إمعاناً في إظهار كبريائه وحبه: إذ يعتقد أنه بذكلك يمكنه الفوز بابنة ينكا التي يريدها، وكل شيء لا يساوي شيئًا إذا لم يحصل عليها.
بني الصراع المركزي في المسرحية حول إحجام ينكا عن الموافقة على زواج ابنته من مونتيزوما. تظل مشاعر أورازيا الخاصة خفية. الابنة المطيعة على استعداد لتتبع والدها حتى الموت على المذبح المكسيكي.

## أنظر أيضاً
- طبعة جوتنبرج للملكة الهندية كأحد أعمال درايدن